# Bachor (zespół muzyczny)
Bachor – polski zespół muzyczny założony w Giżycku na przełomie 1999 r. i 2000. r. Zespół tworzył muzykę z gatunku punk rock – street punk, oi! – i współcześnie zaliczany jest do czołówki tego nurtu w Polsce. Występował między innymi kilkukrotnie na festiwalu Rock na Bagnie oraz na koncertach organizowanych z okazji jubileuszy kilku zaprzyjaźnionych zespołów. Ma za sobą także występy zagraniczne, między innymi na Litwie, w Rosji, na Słowacji i w Czechach.

## Historia i występy

### Historia
Za datę utworzenia zespołu przyjmuje się rok 1999 lub przełom roku 1999 i 2000. Zespół powstał w Giżycku. Z inicjatywą utworzenia zespołu wyszedł Brader, który na jesieni 1999 r. przestawił projekt utworzenia zespołu Stivowi. Stiv przyjął propozycję. Początkowo dwuosobowa załoga zimą przełomu roku 1999 i 2000 została rozszerzona o Kwiatka. W ten sposób powstał pierwszy skład zespołu. Od tego momentu próby prowadzone były w garażu, także przy udziale kolegów członków zespołu, którzy przy piwie słuchali muzyki tworzonej przez zespół. W takich okolicznościach powstały pierwsze utwory zatytułowane „Chuligani”, „Nasza Ulica” i „Mamry Giżycko”. Zespół ówcześnie grał również covery takich grup muzycznych jak między innymi The Business, The Real Horrorshow, Oxymoron, Ramzes & The Hooligans. Pierwszy koncert odbył się na początku 2000 r. Miał on miejsce w klubie „Blum” w Giżycku. W kolejnych latach zespół koncertował głównie w rodzinnym mieście, ale też miał występy w takich miejscowościach jak Łomża, Pisz, Kruklanki, Pozezdrze.
W 2003 r. do zespołu dołączył Musom. Był to rok w którym nagrano pierwsze demo zespołu. Narań dokonano w Wilanowie na sali prób, a album w Internecie udostępniono całkowicie za darmo. Kolejne nagrania powstały w 2004 r. dzięki możliwości pracy w Węgorzewskim Studio Nagrań. Były to trzy utwory. Jeden z nich, nowość, trafił na składankę „Muzyka ulicy muzyka dla mas vol. 1”. W tym samym roku zespół gra w Giżycku u boku zespołu Proletaryat. Koncert odbył się w Kaponierze Twierdzy Boyen.
W dniach od 8 do 18 grudnia 2005 r. zespół w nowym składzie (Stiva zastąpił Stasek) odbył sesję nagraniową w studiu „Spaart” z Boguchwały. Jej efektem był debiutancki album grupy pod tytułem „Bo Się Bawić Trzeba Umieć” wydany 2006 r.. W 2007 r. następują kolejne zmiany w składzie (wraca Stiv, Musoma zastępuje Bartek). Sam zespół zdobywa popularność i fanów. Zaczyna również koncertować w całej Polsce w tym w największych miastach. Można tu wymienić Kraków, Warszawę, Białystok, Łódź, Gdańsk, Wrocław, Toruń, Bydgoszcz. Pośród koncernów na których kapela występowała w kolejnych latach wymienia się między innymi występ na XII Letnim Międzynarodowym Zlocie Motocyklowym (2008 r., Giżycko), Punkrockowy Festiwal VILNIAUS GATVES III (2008 r., Wilno), trasa koncertowa Bad Boys Tour wspólnie z zaprzyjaźnioną kapelą The Headhunters (2009 r., Dolny Śląsk), występ na XIII Letnim Międzynarodowym Zlocie Motocyklowym (2009 r., Giżycko). Zespół udziela wówczas również dużego wywiadu, który ukazuje się w zinie Garaż nr 28. Następuje także kolejna zmiana w składzie, bowiem odchodzi z zespołu Stiv, którego zastępuje Kondży.
W 2010 r. Bachor występuje jako suport, razem z zespołem Bulbulators, szwedzkiego zespołu Perkle, na jednym koncercie, który miał miejsce w klubie „Progresja” z Warszawy. W tym samym roku także jako suport występuje na festiwalu Warhead odbywającym się w Ustece przed takimi zespołami jak One Way System, Karcer i Dr.Hackenbusha. Kolejne tego typu występy zespołu to między innymi wspólne suportowanie, razem z czeskim zespołem Pilsner Oiquell, podczas koncernu w klubie „Rotunda” z Krakowa przed zespołem Evil Conduct. 2011 r. przynosi występ na festiwalu „Oi!Ska!Days Sosnowiec” i występy w czeskim mieście Pilzno. Listopad 2011 r. to praca zespołu w warszawskim studiu nagraniowym „Serakos”. Powstał wówczas materiał na kolejny album, któremu nadano tytuł „Ulica Była Domem”. Ukazał się w 2012 r. Wydawcą była polsko-kanadyjska wytwórnia „Street logo INC”. Jednym z jej udziałowców był Brader. W 2013 r. w ramach zmian w składzie do zespołu dołączają Mario i Michał.

### Rock na Bagnie
Zespół występował także wielokrotnie na festiwalu Rock na Bagnie:
- 2013 r., edycja III, Goniądz
- 2014 r., edycja IV, Goniądz
- 2017 r., edycja VII, Goniądz
- 2020 r., edycja X, online (z powodu pandemii Covid-19), ale tylko w pierwszym dniu, w którym przypominano koncerty z poprzednich edycji, przy czym w odniesieniu do zespołu Bachor zaprezentowano występ z 2013 r.
- 2022 r., edycja XII, Goniądz[11].

### Inne wydarzenia i koncerty
Niektóre, wybrane wydarzenia i koncerty:
- 2014 r., jubileusz 20-lecia grupy Horrorshow, Sosnowiec, klub 2Doors, pozostali wykonawcy: Ziggie Piggie, Cela nr 3 i sam jubilat[12].
- 2017 r. (11.03.2017 r.), Punk Fest 2017, Kraków, klub „Kwadrat”, pozostali wykonawcy: Włochaty, Sajgon, Leniwiec, Fort BS, Stress, The Bill, Lej Mi Pół, Uliczny Opryszek, Psy Wojny, Pull The Wire[2][13]
- 2018 r. (10.03.2018 r.), Punk Fest 2018, Kraków, klub „Kwadrat”, pozostali wykonawcy: Booze & Glory, The Last Resort, Rude Pride, Charge 69, Aggressive, Sexbomba, Bulbulators, Lazy Class[3]
- 2020 r. (14.03.2020 r.), koncert w Krakowie, klub „Kwadrat”, pozostali wykonawcy: Charage 69 (Francja), Lion‘s Law  (Francja, Paryż), Saints&Sinners (Czechy, Praga), The Sandals (Polska, Poznań)[14]
- 2022 r. (1.04.2022 r.), jubileusz 25-lecia grupy Podwórkowi Chuligani, Warszawa, „Potok: Drugi Dom Ludzi Rocka”, pozostali wykonawcy:  The United Tears i sam jubilat[15]
- 2022 r. (10.12.2022 r.), Gdańsk, Paszcza Lwa, pozostali wykonawcy: Alles Raus, Virus SPM[16]
- 2023 r. (15.04.2023 r.), jubileusz 20-lecia grupy Rewizja, Łódź, Fabryka Bidermanna, pozostali wykonawcy: Szewska Pasja, Awaria, The Analogs, ADHD Syndrom i sam jubilat[17][18].

Zespół występował także poza granicami kraju, w tym na Litwie, w Rosji, na Słowacji i w Czechach.

## Skład i powiązania
Członkowie zespołu ze wszystkich okresów działalności:
- Bartek: gitara[1][7][8]
- Brader: gitara, wokal[1][4][7][8][19][20]
- Kondży: perkusja[4][7][8]
- Kwiatek: gitara basowa, wokal[1][7][8][19][21]
- Mario (Marian)[4][8]
- Michał[4][8]
- Musom: gitara, wokal w tle[7][8][19][22]
- Stasek, Łukasz "Stasek" Staśkiewicz: perkusja[7][8][23]
- Stiv: perkusja[1][7][8][19][24].

Stiv oraz Kwiatek przed założeniem Bachora grali różnych zespołach w Giżycku. Natomiast przed dołączeniem do zespołu Kondży grał w zespole Od Jutra. Brader oraz Franz z kapeli Podwórkowi Chuligani stworzyli w 2023 r. zespół/projekt „Nice Work”. Wcześniej Brader wystąpił w nagraniu utworu „Głos buntowników” zamieszczonym na albumie „Wspomnienia starych zdjęć” grupy 747 z 2016 r. oraz w utworze „Deja Vu” z płyty „Małe Piwko” zespołu The Headhunters, razem z Kwiatkiem. Ponadto Kwiatek na tej płycie śpiewał w utworze „I Don’t Like You”. Kwiatek uczestniczył w chórkach i grając na saksofonie również w tworzeniu muzyki do albumu „Ulubieńcy Bandytów” zespołu Skarpeta.

## Twórczość
Zespół gra melodyjną, prostą odmianę punk rocka – street punk, oi!. W tworzonej przez kapelę muzyce można dostrzec przede wszystkim proste gitarowe riffy i melodyjne solówki oraz refreny. Natomiast pod względem przekazu płynącego z tekstów utworów to tematy typowe dla tego gatunku muzyki takie jak zabawa, przemoc, alkohol, miejski zgiełk i zwariowany świat.
Wyżej opisane zestawienie muzyki i śpiewu to efekt dopracowanych i oryginalnych pomysłów, które pozwoliły na stworzenie ciekawej i porządnej muzyki. Charakterystyczne dla twórczości zespołu są między innymi oryginalnie brzmiące kompozycje, w których udanie nałożono na siebie brzmienia gitar. Na jednej z nich wybrzmiewają proste uliczne riffy, a na drugiej nowoczesne, melodyjne zagrywki. Te drugie dźwięki kojarzą się z amerykańskim punk rockiem. Dobrze oceniane w twórczości są także wokale. Wokalista zespołu ma zdecydowany, charakterystyczny głos, a jego śpiew jest wyraźny i dobrze dopracowany. Do tego dochodzą niezłe, melodyjne chórki. Zadecydowanie także podkreśla się brak monotonii. Repertuar stworzony przez zespół jest urozmaicony, a wiele z utworów to kolejne przeboje muzyczne.

## Dyskografia

### Dyskografia zespołu
Dyskografia zespołu – albumy muzyczne i ich wydania:
- demo: nagrania własne – album udostępniony w Internecie, 2003 r.[7][9]
- „Bo Się Bawić Trzeba Umieć”[28]:
  - Olifant Records 016, ALT 1189 – CD, 2006 r., edycja limitowana, numerowana[29]
  - Not On Label (Bachor Self-released) – FLAC, 2006 r.[30]
  - Olifant Records 122, OR-CD 122 – CD, 2018 r., wznowienie, digipack[31]
- „Ulica Była Domem”: Streetlogo, SLI001 – CD, 2012 r.[32]
- „Rock Na Bagnie 2013”: Not On Label, 012 – CDr, 2013 r.[33]
- „Rock Na Bagnie 2017”: Not On Label – Lathe Cut, LP, edycja limitowana[34]
- „Chuligański Rock’N’Roll”: Bad Look Records, Bad Look Records  – EP, 2013 r., płyta winylowa 7", 33 ⅓ RPM, edycja limitowana, numerowana, niebieski lub czarny winyl[35][36][37].

### Składanki
Składanki (albumy kompilacyjne), na których zamieszczono utwór lub utwory zespołu Bachor:
- „4 Bands On 40th Birthday!” – Bachor / Horrorshow / The Junkers / Lumpex'75: Olifant Records – Olifant Records 098, Bruno Oi! Records – Bruno Oi! Records 001 – płyta winylowa LP, test pressing, blue, black, edycja limitowana, numerowana[38][39][40][41]
- „Muzyka ulicy muzyka dla mas”:
  - „Muzyka ulicy muzyka dla mas vol. 1”: Olifant Records 006 / OR 006 – 2004 r.[42][43][44]
  - „Muzyka ulicy muzyka dla mas vol. 2”: Olifant Records 014 / OR 014 – 2006 r.[45][46][47]
  - „Muzyka ulicy muzyka dla mas vol. 4”: Olifant Records 079 – 2016 r.[48][49][50]
- „Polska gol vol. 2”: Olifant Records – Olifant Records 065, OR065CD – CD, 2012 r., edycja limitowana[51][52][53][54][55].

## Odbiór i opinie
Zespół niewątpliwie zaliczany jest w Polsce do czołówki muzycznego gatunku street punk/oi!. Z innych pochlebnych opinii jakie można znaleźć w różnych opracowaniach można wyczytać, że jest to jeden z najlepszych zespołów polskiego street punka, który w dodatku udowodnił, że można w Polsce grać tę muzykę na wysokim poziomie i oryginalnie. W późniejszych komentarzach dotyczących założenia zespołu i jego twórczości niektórzy autorzy posuwają się do takich stwierdzeń jak, cytat: genialny pomysł stworzenia grupy, która delikatnie zaburzy harmonię panującą na polskiej scenie punkrockowej. Do tego niektórzy oceniają zespół jako bardzo zasłużony i rewelacyjny. Bardzo dobre opinie dotyczą również występów kapeli na koncertach. Te opinie w nawiązaniu do jednego z koncertów poświadczone są stwierdzeniem dotyczącym tej kapeli, cytat: Jaka magia musi być w zespole i jego muzyce, że ludzie po 5 godzinach mają jeszcze siłę się bawić (Bachor występował wówczas jako ostatni po kilku innych kapelach). Zespół zachowując wysoki poziom wykonywania swojej świetnej muzyki, mimo później pory i kilku godzin dobrych występów poprzedzających go zespołów, potrafił roztańczyć publiczność zebraną na widowni, już niewątpliwie zmęczoną nie tylko zabawą ale i alkoholem, zapewniając fantastyczną zabawę. Przy tym niektóre jego utwory uważa się za ponadczasowe, jak np. „Bonnie i Clyde”. Z drugiej strony w 2017 r. pisano o zespole, że nie osiągnął żadnych komercyjnych sukcesów, cieszy się zła reputacją ....
Podczas VII edycji festiwalu Rock na Bagnie zespół otrzymał Nagrodę Specjalną, ufundowaną przez Studio Nagrań Made For Music.
Podkreślając punk rockowy charakter zespołu warto zwrócić uwagę na znamienne fakty, które mówią o początkach zespołu i jego punkowym rodowodzie, a dotyczą początkowego braku zainteresowania zespołem, którego członkowie potrafili się bawić, często lepiej niż cała reszta zadufanego towarzystwa. Dotyczy to także ich pierwszego koncertu, po którym jego organizatorzy co prawda zwrócili uwagę na zespół, ale w tym kontekście aby więcej już go nie słyszeć. Za naprawdę dosady komentarz może służyć następujący opis: To był dopiero "punkrock" - wypić skrzynkę piwa przed koncertem, nie stroić gitar i brzydko krzyczeć do mikrofonu. Jednak późniejsze dokonania jednoznacznie wskazują na rozwój zespołu. Doprowadził on do tego, że prezentowana muzyka jest grana na wysokim, dopracowanym poziomie (zarówno pod względem instrumentalnym jak i wokalnym), a oryginalna twórczość doprowadziła do powstania bardzo porządnej muzyki opartej na ciekawych pomysłach.

## Nazwa i odniesienia do twórczości
Nazwa zespołu – Bachor – ma oznaczać wrednego dzieciaka, którego nie da się ugłaskać. Niemniej w początkowym okresie kiedy zespół zdobywał dopiero popularność i wydawał pierwszy w swojej karierze album przez osoby, które spotkały się z tą nazwą po raz pierwszy, odbierana była jako infantylna, do chwili zapoznania się z twórczością zespołu i jej efektami końcowymi.
Tekst jednego z utworów zespołu Bachor został wykorzystany przez kibiców klubu Falubaz z Zielonej Góry przy okazji zdobycia po raz szósty w historii złotego medalu DPM. Miało to miejsce w październiku 2011 r. Oprawa jaką przygotowali z tej okazji polegała między innymi na tym, że okryto cały stadion przygotowanym napisem zawierającym tekst jednej z piosenek zespołu. Opis i zdjęcie tego wydarzenia zamieszono w magazynie wydawanym pod tytułem „To my kibice” (numer 11 z 2011 r.).
Utwory zespołu Bachor są również grane na przez różne młode zespoły – covery – na ich pierwszych koncertach.